# Psykoaktivt stof
Et psykoaktivt stof er et stof der påvirker ens adfærd og væremåde.
Alkohol er fx et psykoaktivt stof.
| Farmakologi | Spire Denne artikel om farmakologi er en spire som bør udbygges. Du er velkommen til at hjælpe Wikipedia ved at udvide den. |